# 水野治太郎
水野 治太郎（みずの じたろう、1938年 - 2022年）は、日本の臨床人間学者。

## 略歴
早稲田大学大学院法学研究科修士課程修了（社会思想史専攻）。
（公益財団法人）モラロジー研究所基礎理論研究室長、麗澤大学外国語学部教授を経て、麗澤大学名誉教授。
（NPO法人）千葉県東葛地区「生と死を考える会」理事長。
「生と死を考える会」全国協議会副会長。
上智大学・東京女子医科大学講師、レッドランズ大学ジョンストンセンター客員研究員歴任。
2016年11月、瑞宝中綬章を受章。日本におけるケア理論研究に先駆的な功績を残した。

## 著書
- 『モラロジーは、どのような科学か』（広池学園事業部） 1971
- 『心を開く』改訂版（広池学園出版部） 1983
- 『ケアの人間学 成熟社会がひらく地平』（ゆみる出版） 1991
- 『成熟の思想』（広池学園出版部） 1993
- 『弱さにふれる教育』（ゆみる出版） 1996
- 『心を癒す物語 もう一つのモラロジー入門』（広池学園出版部） 1997
- 『「経国済民」の学 日本のモラルサイエンス研究ノート』（麗澤大学出版会 2008
- 『ナラティブによるグリーフケアのためのグリーフカウンセリング　人生再学習読本』（NPO法人千葉県とうかつ生と死を考える会） 2015
- 『ナラティブ・アプローチによるグリーフケアの理論と実際　人生の「語り直しを支援する』（金子書房） 2017

### 共編著
- 『『宮本武蔵』は生きつづけるか 現代世界と日本的修養』（櫻井良樹, 長谷川教佐共編、文眞堂） 2001
- 『いのちの輝きを見つめて』（重兼芳子, アルフォンス・デーケン共編著、エチカ） 1989
- 『ほも・ぱちえんす - 死別の悲嘆』（編著、東葛・生と死を考える会） 2006
- 『おとなのいのちの教育』（日野原重明, アルフォンス・デーケン共編著、河出書房新社） 2006
- 『命を支える知と技 自助と共助のこころ』（編著、滝本二三江, 吉井栄子, 飯田和代共著、久美） 2009
- 『喪失を贈り物に変える 悲嘆回復の物語集』（編著、久美） 2012